# Agenvillers
Agenvillers és un municipi francès situat al departament del Somme i a la regió dels Alts de França. L'any 2007 tenia 192 habitants.

## Demografia

### Població

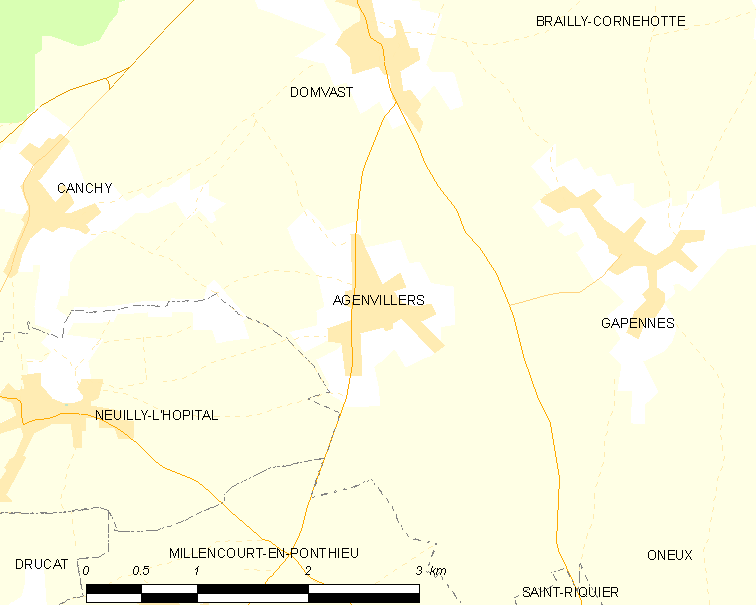

El 2007 la població de fet d'Agenvillers era de 192 persones. Hi havia 80 famílies de les quals 16 eren unipersonals (8 homes vivint sols i 8 dones vivint soles), 36 parelles sense fills i 28 parelles amb fills.
La població ha evolucionat segons el següent gràfic:
Habitants censats

### Habitatges
El 2007 hi havia 89 habitatges, 81 eren l'habitatge principal de la família, 3 eren segones residències i 5 estaven desocupats. Tots els 89 habitatges eren cases. Dels 81 habitatges principals, 71 estaven ocupats pels seus propietaris, 9 estaven llogats i ocupats pels llogaters i 1 estava cedit a títol gratuït; 12 tenien tres cambres, 14 en tenien quatre i 55 en tenien cinc o més. 78 habitatges disposaven pel capbaix d'una plaça de pàrquing. A 25 habitatges hi havia un automòbil i a 43 n'hi havia dos o més.

### Piràmide de població

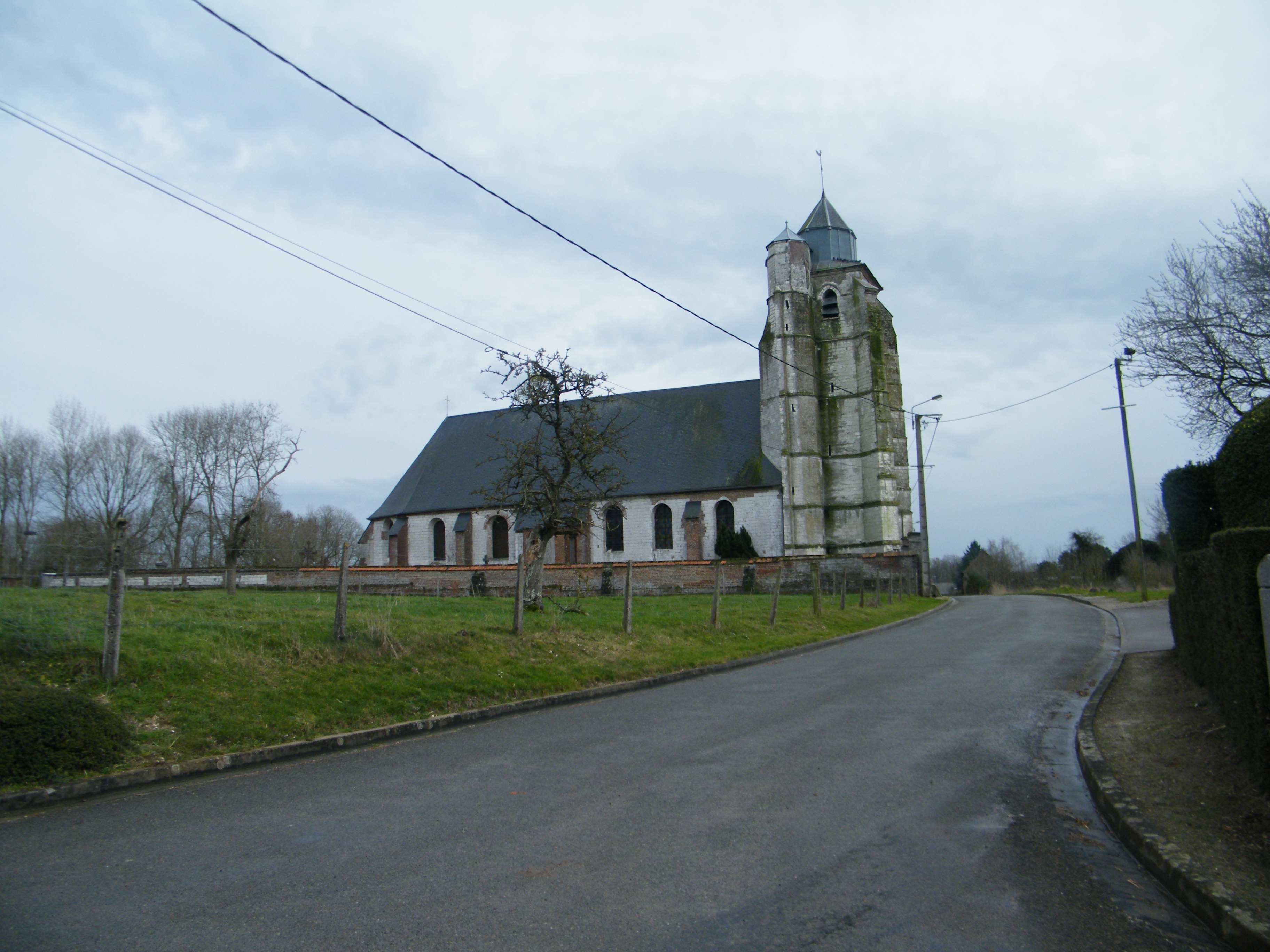

La piràmide de població per edats i sexe el 2009 era:
| Homes | Edats   | Dones |
| ----- | ------- | ----- |
| 0     | 95 o +  | 0     |
| 0     | 90 a 94 | 0     |
| 4     | 85 a 89 | 0     |
| 0     | 80 a 84 | 4     |
| 0     | 75 a 79 | 8     |
| 4     | 70 a 74 | 0     |
| 4     | 65 a 69 | 12    |
| 8     | 60 a 64 | 4     |
| 8     | 55 a 59 | 12    |
| 8     | 50 a 54 | 12    |
| 4     | 45 a 49 | 8     |
| 4     | 40 a 44 | 4     |
| 0     | 35 a 39 | 4     |
| 8     | 30 a 34 | 0     |
| 0     | 25 a 29 | 4     |
| 8     | 20 a 24 | 12    |
| 4     | 15 a 19 | 0     |
| 0     | 10 a 14 | 4     |
| 4     | 5 a 9   | 4     |
| 0     | 0 a 4   | 0     |

## Economia

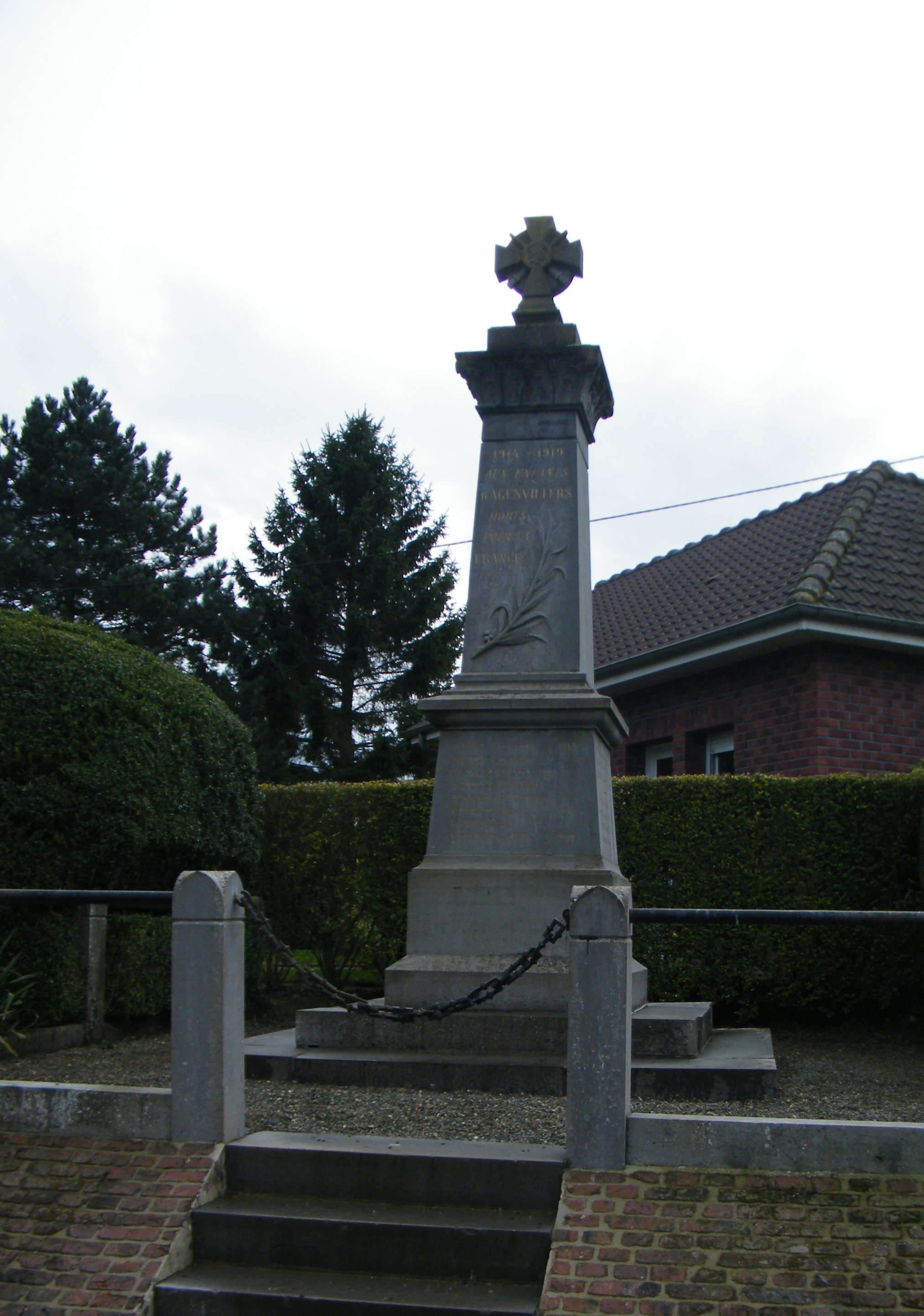

El 2007 la població en edat de treballar era de 124 persones, 95 eren actives i 29 eren inactives. De les 95 persones actives 88 estaven ocupades (44 homes i 44 dones) i 7 estaven aturades (5 homes i 2 dones). De les 29 persones inactives 9 estaven jubilades, 5 estaven estudiant i 15 estaven classificades com a «altres inactius».

### Ingressos
El 2009 a Agenvillers hi havia 79 unitats fiscals que integraven 199 persones, la mediana anual d'ingressos fiscals per persona era de 18.294 €.

### Activitats econòmiques
Dels 3 establiments que hi havia el 2007, 1 era d'una empresa de fabricació de material elèctric, 1 d'una empresa de comerç i reparació d'automòbils i 1 d'una empresa classificada com a «altres activitats de serveis».
L'únic servei als particulars que hi havia el 2009 era una perruqueria.
L'únic establiment comercial que hi havia el 2009 era una joieria.
L'any 2000 a Agenvillers hi havia 14 explotacions agrícoles que ocupaven un total de 490 hectàrees.

## Equipaments sanitaris i escolars
El 2009 hi havia una escola maternal integrada dins d'un grup escolar amb les comunes properes formant una escola dispersa.

## Poblacions més properes
El següent diagrama mostra les poblacions més properes.